# ناحیه ادیسون، شهرستان شبلی، ایندیانا
شهرستان ادیسون، بخش شبلی، ایندیانا (به انگلیسی: Addison Township, Shelby County, Indiana) در ایالات متحده آمریکا است که در ایندیانا واقع شده‌است.

## خصوصیات
شهرستان ادیسون ۲۰٬۵۸۵ نفر جمعیت دارد و ۲۳۳ متر بالاتر از سطح دریا واقع شده‌است.